# Cotaxtla (municipalité)

La municipalité de Cotaxtla est l'une des 212 municipalités de l'État de Veracruz, et est située dans la partie centrale de cet État. Située au sud-ouest du golfe du Mexique, elle appartient à sa plaine côtière, et est traversée par la rivière Río Cotaxtla, principal affluent du fleuve Río Jamapa. Son chef-lieu est la ville éponyme de Cotaxtla. Elle est administrativement rattachée à la région de Sotavento, qui est une des 10 circonscriptions administratives régionales de l'État de Veracruz.

## Géographie

Hydrographie de la municipalité de Cotaxtla

La municipalité de Cotaxtla s'étend d'ouest en est de part et d'autre de la rivière Río Cotaxtla, dans le bassin versant du fleuve Río Jamapa. Elle est également traversée par la rivière Río Soyolapa, qui s'écoule quasiment parallèlement au Río Cotaxtla, plus au nord, tandis ses confins sud correspondent à la limite entre les bassins versants du Río Jamapa et du Río Papaloapan. Son chef-lieu est la ville éponyme de Cotaxtla, qui se situe dans la partie sud-est de son territoire. Ce territoire couvre une superficie de 537,8 km2, et était peuplé en 2020 de 22 050 habitants, pour une densité de 41 habitants par km2.
La municipalité est limitrophe au nord de celles de Manlio Fabio Altamirano, de Soledad de Doblado et de Paso del Macho, à l'ouest de celles de Carrillo Puerto et de Cuitláhuac, au sud de celles de Tierra Blanca et de Tlalixcoyan, et à l'est de celles de Medellín et de Jamapa.

## Composition et démographie
La municipalité était composée en 2020 de 209 localités, dont aucune n'était considérée comme urbaine, toutes étant rurales.
| Localité            | Population |
| ------------------- | ---------- |
| La Tinaja           | 1918       |
| La Capilla          | 1496       |
| Cotaxtla            | 1316       |
| Colonia Ejidal      | 1160       |
| Mata Tejón          | 612        |
| Reste des localités | 15 548     |
| Total population    | 22 050     |

En plus de l'espagnol, plusieurs langues amérindiennes sont parlées dans la municipalité, dont les principales sont par ordre d'importance : le nahuatl, le zapotèque, le tzotzil, et le mixtèque.

## Économie

### Agriculture et élevage
La superficie des parcelles semées représentait en 2019 une surface totale de 14 963 hectares, parmi lesquels 9220 hectares étaient des espaces de prairies voués au pâturage, 1844 hectares étaient voués à la culture du maïs, et 1612 hectares voués à la culture du citron.
En 2020, la production de viande par tonnes comprenait 5435,9 tonnes de viande bovine, 2376 tonnes de viande porcine, 38 tonnes de viande ovine, 6,5 tonnes de viande caprine, 9881,1 tonnes de volailles, et 7,5 tonnes de dinde. La superficie vouée à l'élevage représentait alors 18 916 hectares.